# 傑桑特涅
45°34′24″N 29°32′9″E / 45.57333°N 29.53583°E
德桑特內（烏克蘭語：Десантне）是位於烏克蘭西南部的村莊，由敖德萨州伊茲梅爾區的維爾科韋市鎮負責管轄。該村始建於1779年，面積3.33平方公里，海拔高度8米，2001年人口1,816，人口密度每平方公里545.35人。